# Bò Droughtmaster

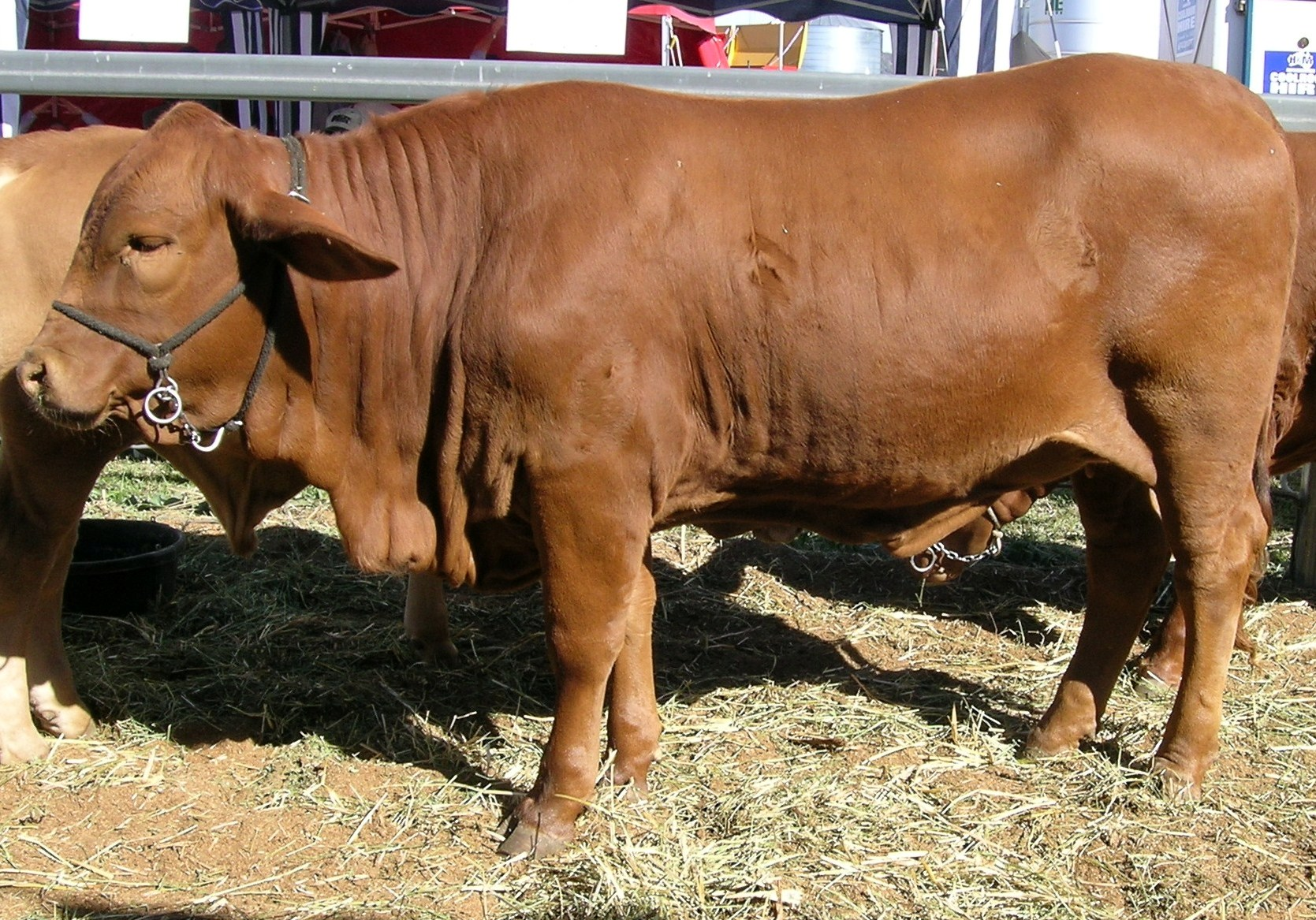
Một con bò Úc

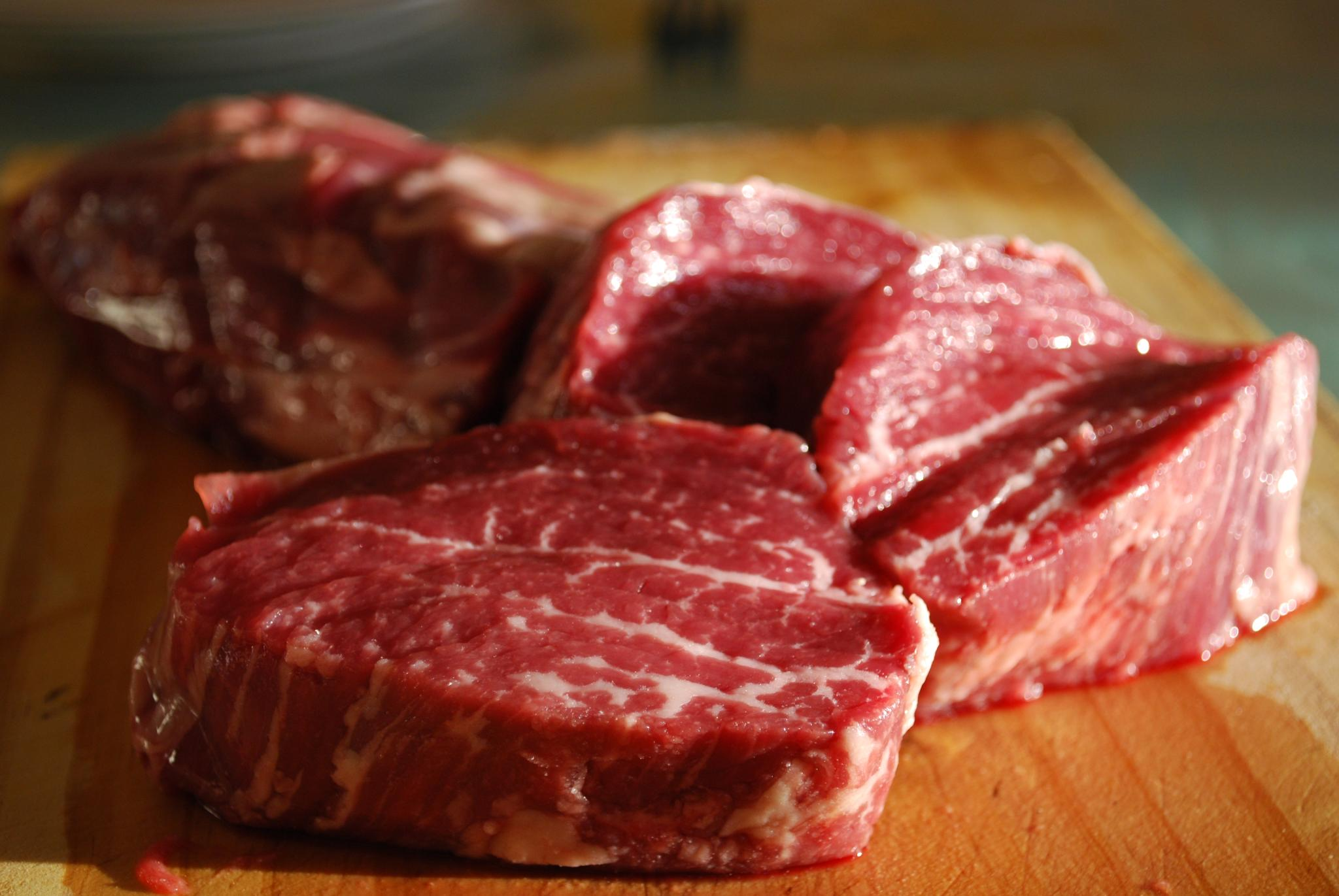
Một miếng thịt bò Úc tại Melbourne, Australia

Bò Droughmaster (có nghĩa là Bậc thầy về chịu hạn hay Thần chịu hạn) hay còn gọi là bò Úc là một giống bò thịt được lai tạo ở Úc tại bang Queensland. Đây là giống bò có 50% máu bò giống ShortHorn (Anh) và 50% máu giống Brahman. Con trưởng thành có thể tới 700–800 kg. Khả năng tăng trọng và phẩm chất thịt tốt, tỷ lệ thịt xẻ cao Bò kháng ve và các bệnh ký sinh trùng đường máu tốt, thích ứng với điều kiện chăn thả ở vùng nóng ẩm hoặc khô hạn.

## Đặc điểm
Giống bò này phát triển tốt ở vùng Bắc Mĩ, thích hợp với điều kiện nóng bức. Tận dụng đồng cỏ nghèo nàn rất tốt. Dễ đẻ, lành tính, nuôi con tốt. Là giống lớn con trung bình, thân dài, tròn, lông ngắn, thưa, mượt, da mỏng, đàn hồi tốt. Màu lông từ màu vàng nhạt đến đỏ sậm. Phần lớn bò đều không sừng, u lưng nhỏ, chân và móng chắc, khỏe. Không bị trúng nắng, mò mắt, ung thư mắt, kháng ve, ký sinh trùng. Thời điểm từ tháng 11 đến tháng 4 ở Úc vào mùa mưa, nhờ đó mà cỏ phát triển nhiều, nhờ nguồn thực phẩm tự nhiên đó mà các trang nuôi bò đang bước vào chu kỳ dưỡng đàn nhằm tăng trọng lượng cho bò.
Bò có màu đỏ, có hoặc không có sừng. Con đực có đầu rộng vừa phải và cơ bắp nổi rõ hơn con cái. Tai từ vừa đến lớn, yếm thõng sâu, hàm khỏe, lỗ mũi rộng, lông bóng mượt, ngắn, da mềm và đàn hồi. Chân dài vừa phải, mắt sâu, u cao vừa phải, mình dài, mông tròn nhiều thịt. Con đực trưởng thành và béo mập có thể đạt tới khối lượng 900-1.000 kg, con cái 650–700 kg. Mỗi con bò Úc có trọng lượng trung bình là 500 kg, trong khi giống bò vàng Việt Nam, Thái Lan, Campuchia, Lào, Myanmar chỉ nặng tầm 250 ki lô gam. Sản lượng thị bò Úc cao hơn thịt một số loại bò chẳng hạn như bò Việt Nam. Bò Úc cho 55% tỷ lệ thịt sau khi giết mổ, còn bò vàng Việt Nam đạt khoảng 45-50% tỷ lệ thịt.
Bò thích nghi tốt ở vùng nhiệt đới vì chúng có khả năng thải mồ hôi qua da. Tuổi thành thục sớm. Bò cái tơ cho phối giống lần đầu lúc 15-18 tháng tuổi. Bò đực tơ cho làm việc lúc gần 2 năm tuổi. Bò cái mắn đẻ, dễ đẻ, được chăm sóc nuôi dưỡng tốt có thể đẻ mỗi năm một lứa. Trong điều kiện nuôi dưỡng tốt tại úc, bê cai sữa lúc 6,5 tháng đạt trung bình 260 kg ở con đực và 190 kg ở con cái, nuôi tốt có thể đạt khối lượng cao hơn. Bò cũng có khả năng gặm cỏ trong điều kiện bãi chăn thả thiếu cỏ và nước vào mùa khô. Khả năng kháng ve cao hơn so với các giống bò ôn đới.
Thức ăn chính là cỏ voi, mỗi con cần 20–30 kg cỏ một ngày, năm con vị chi hết hơn 1 tạ; 1 tháng tốn 3,5 tấn cỏ; 12 tháng mất khoảng 40 tấn cỏ. Trồng 1 ha cỏ ở địa phương năng suất đạt trên 300 tấn, như vậy chỉ cần có 2 sào đất (2.000 m2) là đủ nuôi 5-10 con bò cái Úc sinh sản. Trong khi bò thịt Úc cho ăn tự do, ngoài cỏ còn thêm cám, mật rỉ, thân bắp... để tăng trọng nhanh theo kiểu “mì ăn liền”, còn bò cái do phải “xài” lâu từ 10 năm trở lên nên phải dưỡng, khẩu phần cám chỉ “đệm” thêm, bởi ăn nhiều cám mau hư dạ con, nên thức ăn chủ yếu vẫn là cỏ tự nhiên. Nói chung, tùy theo giai đoạn sinh trưởng mà cho ăn, nhưng bò cái Úc nhất định không thể cho ăn kiểu vỗ béo như bò thịt, nên không được để bò quá béo.
Lúc đẻ ra bê nặng 20 kg cũng nhỏ tương đương bò lai Sind, bò Bô địa phương. Nhưng phải nói bò Úc tăng trọng rất nhanh, mới có hơn 10 ngày trọng lượng bê con tăng gấp 2 lần, dự kiến nuôi sau 1 năm sẽ cho khoảng 200 kg một bê con, trong khi với trọng lượng này thì bò Sind phải mất đến 2 năm. Trọng lượng bình quân đạt 375 kg/con (khoảng 2 năm tuổi), giá mua trên 50 triệu đồng một con, chi phí hết khoảng 1,2 tỷ đồng. Nay nuôi đã hơn 6 tháng, tăng trọng được 400 kg một con.
Bò Úc với thân hình to lớn, tỉ lệ thịt xẻ cao, được người tiêu dùng Việt ưa chuộng. Hai loại bò Úc và bò nội hiện đang có giá cân hơi bằng nhau nhưng tỉ lệ thành thịt của bò nội ít hơn, lượng mỡ nhiều hơn, chất lượng không hợp "mốt" bằng khiến hoàn toàn lép vế, bò Úc có trọng lượng lớn gấp rưỡi, gấp đôi bò nội, mỗi con nặng khoảng 4-5 tạ, tỷ lệ thịt xẻ đạt khoảng 55% (trong khi bò nội chỉ đạt 45-50%), thịt bò Úc lại mềm và ngọt hơn bò ta (tuy mùi vị có thể không thơm bằng) càng đẩy bò nội vào cửa khó có thể cạnh tranh nổi.
Mỗi con bò Úc, bình quân nếu ăn cỏ tươi 1 ngày, trọng lượng thức ăn sẽ tương đương 10% trọng lượng cơ thể, như vậy với một con bò 500 kg, lượng thức ăn sẽ tương ứng 50 kg cỏ tươi, còn nếu ăn thức ăn có tinh bột, lượng thức ăn cần khoảng hơn 20 kg cho một con bò. Một con bò khả năng bài tiết sẽ vào khoảng từ 3 đến 5 kg/ngày. Nếu đàn bò 300.000 con, sẽ thu về từ 900 tấn cho đến 1.500 tấn phân/ngày. Với giá tiền phân bò, một mét khối bán được khoảng 600.000 đồng, tổng số tiền thu về nằm ở khoảng 540 triệu đồng cho đến 900 triệu/ngày, dự kiến mỗi năm bán 300.000 con bò, ngoài việc tổng đàn nuôi thường trực là 300.000 con, mọi người cũng nên tính thêm số lượng khoảng 300.000 con đủ trọng lượng để bán ra thị trường, như vậy ta cứ nhân đôi, mỗi ngày kiếm 1,08 tỷ đồng cho đến 1,8 tỷ đồng, với 300.000 con bò thịt và bò sữa, kiếm hơn 20 triệu USD mỗi năm từ nguồn phân bò.

## Lai tạo
Bò lai Droughtmaster: Là kết quả lai kinh tế giữa đực giống bò Droughtmaster với bò cái lai Sind để tạo đàn bò lai F1 nuôi lấy thịt. Đây là phẩm giống có tỷ lệ thịt xẻ cao. Con lai F1 Droughtmaster x Lai Sind: mặt ngắn, đầu tròn, có u vai nhỏ, cổ và tai dài vừa phải, chân hơi thấp (sơ sinh cao trung bình 59,2 cm nặng 20 kg), yếm và rốn phát triển, Lông màu vàng đậm hoặc màu cánh gián, viền mắt và mũi có màu nâu sáng, một số có viền mắt, gương mũi và móng guốc màu đen nhạt. Khối lượng bê sơ sinh 19 – 22 kg. Con lai F1 Droughtmaster đạt tăng trọng rất khá, 6 tháng tuồi 128,5 kg, 12 tháng tuổi đạt 214,7 kg; 18 tháng tuổi đạt 298,8 kg. Tỷ lệ thịt xẻ 50 – 52 %. Tỷ lệ thịt tinh 41%.

## Tiêu thụ
Bò này được xuất khẩu từ Úc đi nhiều nước, thị trường Indonesia tiêu thụ 400.000 con bò Úc/năm đối với Indonesia, Úc và Indonesia từng đạt đạt thỏa thuận bán cho Indonesia mấy trăm ngàn con bò, trước đây nước này bị Úc lên án là ngược đãi súc vật trong quá trình giết mổ (dùng búa đập đầu con bò cho chết). Từ quý 4 năm 2013, do Indonesia đã khắc phục được nhược điểm trên nên đã nhập khẩu lại bò Úc. Indonesia tăng nhập bò Úc với số lượng lớn nên Úc ưu tiên bán bò cho Indonesia, thời gian vận chuyển bò từ Úc về chỉ mất 4 ngày.

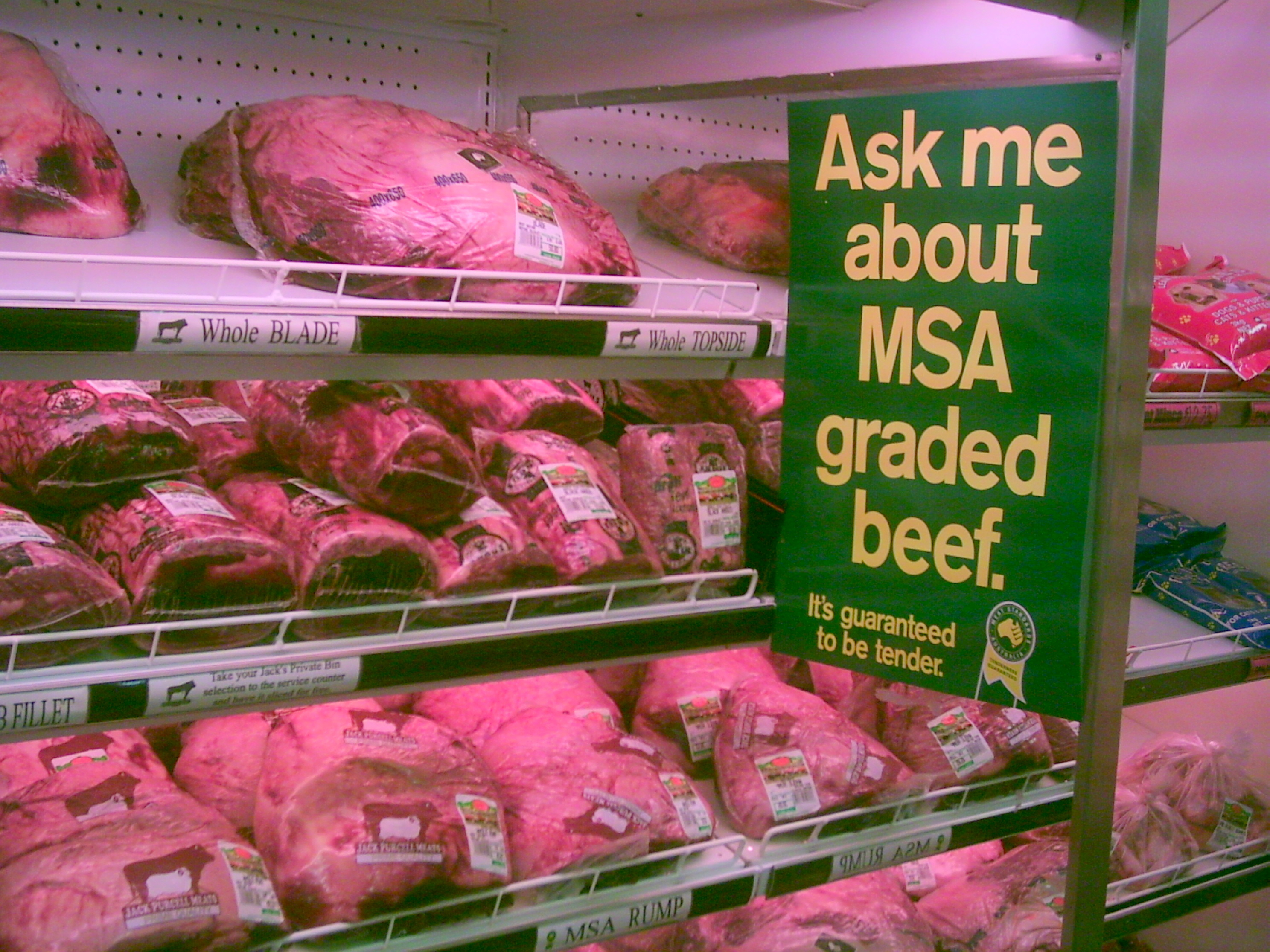
Thịt bò Úc được bày bán trong siêu thị tại Virginia, Queensland

Việt Nam cũng là quốc gia tiêu thụ nhiều bò Úc, năm 2012, bò nhập từ Úc chỉ hơn 3.000 con nhưng đến 9 tháng đầu năm 2013, số lượng bò Úc nhập khẩu vào Việt Nam lên 32.500 con và đến cuối năm thì lên đến 66.000 con, đầu năm 2014, có ước tính cả năm sẽ nhập khoảng 120.000 con và cả năm sẽ gấp 2,5 lần so với năm 2013. Và từ đầu năm đến tháng 11 năm 2013, Úc xuất sang Việt Nam khoảng 36.000 con bò sống, trị giá tương đương 24 triệu USD, trọng lượng trung bình từ 350 – 500 kg/con, với giá bò hơi khoảng 2 USD/kg, tính đến đầu tháng 12 cùng năm, có khoảng 40.000 con bò Úc xuất bán vào Việt Nam, trung bình mỗi tháng Việt Nam nhập khoảng 3.600 con bò từ Úc để giết thịt. Việt Nam từng có việc gần 40.000 con bò Úc nhập về Việt Nam để giết mổ.
Thịt bò nhập khẩu từ Úc ngày càng trở nên phổ biến và quen thuộc hơn với người tiêu dùng vì được người tiêu dùng đánh giá là chất lượng hơn và giá thịt bò Úc không chênh lệch là mấy so với giá thịt trong nước, giá rẻ một phần do nhập từ gốc nguyên con, không qua thương lái nên kiểm soát được giá khi ra thị trường, giá thịt bò Úc mới rẻ. Thịt bò Úc đang bán tràn ngập ở siêu thị, cửa hàng, nhà hàng, khách sạn với giá khá cạnh tranh, một doanh nghiệp ở Đồng Nai nhập bò Úc trung bình mỗi tháng hơn 1.000 con, và có thêm công ty kinh doanh bò Úc với số lượng nhập về tăng đột biến, lên tới 6.000 – 7.000 con mỗi tháng., Công ty Vissan, trung bình mỗi tháng Vissan giết mổ khoảng 1.500 con bò Úc (trọng lượng 500 kg/con)
Mặc dù Gánh thuế và phí, thịt bò Úc vẫn rẻ hơn bò Việt. Có ghi nhận về giá bán lẻ thịt bò tươi của Úc tại các cửa hàng thực phẩm và siêu thị ở Sài Gòn là 244.000 đồng/kg sản phẩm nạc đùi (giá thị bò trong nước là 230.000 đồng/kg), 180.000 đồng/kg gầu (giá thịt bò trong nước ở mức 200.000 đồng/kg). Loại thịt bò thăn và philê của Úc có giá là 320.000 đồng/kg, trong khi giá thịt bò cùng loại trong nước được bán với giá hơn 280.000 đồng/kg (năm 2013). Tuy vậy cũng đã phát hiện 10 tấn thịt bò Úc bẩn nhập vào Việt Nam, toàn bộ số thịt bò cơ quan chức năng kết luận bị nhiễm bẩn, không đạt tiêu chuẩn làm thực phẩm cho người, thì lần kiểm tra thứ 3 chỉ còn lại hai sản phẩm (nõn bò và bắp bò có tổng trọng lượng 5.566 kg) không đạt làm thực phẩm cho người.